# Basketbolen klub Rilski Sportist Samokov
Il B.K. Rilski Sportist Samokov è una società cestistica avente sede a Samokov, in Bulgaria. Fondata nel 1927, gioca nel campionato bulgaro.
Disputa le partite interne nella Arena Samokov, che ha una capacità di 2.500 spettatori.

## Palmarès
- Coppa di Bulgaria: 4

2016, 2018, 2021, 2022
- Lega Balcanica: 1

2008-09
- Supercoppa di Bulgaria: 2

2021, 2022